# Alpinia intermedia
Alpinia intermedia är en enhjärtbladig växtart som beskrevs av François Gagnepain. Alpinia intermedia ingår i släktet Alpinia och familjen Zingiberaceae. Inga underarter finns listade i Catalogue of Life.